# Álvaro Muñoz
Álvaro Muñoz Borchers (* 25. November 1990 in Ávila, Kastilien und León) ist ein deutsch-spanischer Basketballspieler. Muñoz gewann mit der spanischen Juniorenauswahl eine Bronzemedaille bei der U20-Europameisterschaft 2010 und ein Jahr später gelang ihm als Spieler von Fuenlabrada der Sprung in die höchste spanische Spielklasse Liga ACB. Nach zwei Jahren wechselte er zum Zweitligisten nach Oviedo, bevor er zwei Jahre später in das Geburtsland seiner Mutter wechselte. Beim Erstligisten MHP Riesen Ludwigsburg spielt er als Deutscher in der Basketball-Bundesliga 2015/16 sowie im europäischen Vereinswettbewerb Eurocup 2015/16. Sein Großvater Feliciano Rivilla wurde Fußball-Europameister 1964 bei den Herren.

## Karriere
Muñoz eiferte als Kind zunächst seinem berühmten Großvater nach, der als langjähriger Verteidiger und Nationalspieler ein besonders geschätzter Spieler in der Historie von Atlético Madrid ist, und spielte Fußball, bevor er wegen seiner wachsenden Körperlänge zum Basketball wechselte und sich auf diese Sportart konzentrierte. 2008 wechselte er von seinem Stammverein in die Nachwuchsmannschaft des Erstligisten Blancos de Rueda Valladolid, die als Farmteam Zarzuela Maristas aus Boecillo in der vierthöchsten nationalen und höchsten Amateur-Spielklasse Liga Española de Baloncesto Amateur (Liga EBA) spielten. Im Sommer 2009 wurde Muñoz dann erstmals in einen Endrundenkader einer spanischen Nachwuchsauswahl berufen und war Teilnehmer der U19-Weltmeisterschaft in Neuseeland. Die spanische Auswahl erreichte auf dem zehnten Platz eine eher dürftige Platzierung und war unter den fünf teilnehmenden europäischen Auswahlmannschaften die am schlechtesten platzierte. Im folgenden Sommer 2010 wurde die Auswahl unter anderem durch den zuvor naturalisierten, späteren NBA-Profi Nikola Mirotić verstärkt und erreichte bei der U20-EM-Endrunde die Bronzemedaille im Spiel gegen die kroatische Auswahl, die bei der U19-WM ein Jahr zuvor noch die Bronzemedaille gewonnen hatte. 
Muñoz war zuvor bereits 2009 eine Spielklasse höher in die LEB Plata zum Zweitliga-Absteiger aus Illescas gewechselt, der als Farmteam des Erstligisten aus Fuenlabrada dient. Während diese Mannschaft nur knapp das Durchreichen in die vierte Spielklasse vermeiden konnte und es zweimal gerade so zum Klassenerhalt reichte, kam Muñoz nach der U20-EM-Endrunde in der Saison 2010/11 zu seinen ersten sechs Einsätzen in der höchsten Spielklasse Liga ACB im Trikot von Fuenlabrada. Ab der Saison 2011/12 gehörte Muñoz dann fest zum Kader des Vereins am Rande der Hauptstadt Madrid. Nachdem es 2011 auf dem siebten Platz noch zum Einzug in die Play-off-Finalrunde um die Meisterschaft gereicht hatte, konnte man 2012 auf dem drittletzten Tabellenplatz nur knapp den sportlichen Klassenerhalt erreichen. Mit gleicher Saisonbilanz reichte es ein Jahr später zwar zum 14. und fünftletzten Tabellenplatz, doch auch Muñoz’ Entwicklung stagnierte bei einer Einsatzzeit von knapp zehn Minuten pro Spiel in der höchsten Spielklasse. So wechselte er 2013 zum Zweitliga-Aufsteiger aus Oviedo, der bei seiner Premiere in der LEB Oro einen sechsten Platz erreichte und in der Halbfinalserie gegen Palencia Baloncesto aus den Play-offs um den Aufstieg ausschied. In der folgenden Saison 2014/15 verpasste Oviedo jedoch auf dem elften Platz eine Play-off-Platzierung. 
Zur folgenden Saison spielte Muñoz beim deutschen Erstligisten MHP Riesen aus Ludwigsburg vor, der ihn für zwei Jahre unter Vertrag nahm. Eine Voraussetzung hierfür war, dass Muñoz die deutsche Staatsbürgerschaft zuerkannt bekam, da ausländische Spieler in der höchsten Spielklasse Basketball-Bundesliga eine eingeschränkte Einsatzberechtigung pro Verein haben. Dies ist auch eine in Spanien sehr bekannte Praxis, wo Staatsangehörige der Länder des Cotonou-Abkommen unter weniger strikte Einsatzberechtigungen in den spanischen Profiligen fallen. Nachdem Muñoz mit Fuenlabrada bereits in der EuroChallenge 2011/12 in einem internationalen Vereinswettbewerb gespielt hatte, als er mit dem Verein nur knapp im Viertelfinale gegen den späteren Dritten Triumph Ljuberzy scheiterte, tritt er mit Nachrücker Ludwigsburg auch im Eurocup 2015/16 an.